# John Morgan (Mathematiker)
John Willard Morgan  (* 21. März 1946 in Philadelphia) ist ein US-amerikanischer Mathematiker, der sich mit Topologie und algebraischer Geometrie  beschäftigt.
Morgan studierte an der Rice University, wo er 1969 einen Bachelor erhielt und 1969 bei Morton L. Curtis promoviert wurde (Stable tangential homotopy equivalences). 1969 bis 1972 war er Instructor an der Princeton University und 1972 bis 1974 Assistant Professor am Massachusetts Institute of Technology (MIT). Ab 1974 war er Associate Professor und ab 1977 Professor an der Columbia University. Er war unter anderem Gastprofessor am Institut des Hautes Études Scientifiques (IHES, 2000/2001, 1974 bis 1976), am Institute for Advanced Study (1996/97), an der Princeton University (1994 bis 1996), an der Harvard University (1989/1990), am Mathematical Sciences Research Institute (MSRI, 1984/1985) und an der Universität Paris-Süd (1975/76).
2006 bildete er mit Tian Gang eines der drei Teams, das den Beweis der Poincaré-Vermutung von Grigori Perelman unter die Lupe nahmen. Mit Zoltán Szabó und Clifford Taubes bewies er 1994 die Thom-Vermutung, unabhängig von Peter Kronheimer und Tomasz Mrowka.
1974 bis 1976 war er Sloan Research Fellow. 1986 war er Gastredner auf dem Internationalen Mathematikerkongress (ICM) in Berkeley (Trees and hyperbolic geometry) und 2006 in Madrid, wo er die Lösung der Poincaré-Vermutung durch Perelman bestätigte. Er war unter anderem ein Herausgeber von Inventiones Mathematicae, des Journal of the AMS und von Geometry and Topology. 2009 erhielt er den Levi-L.-Conant-Preis und wurde in die National Academy of Sciences gewählt. 2008 hielt er die Gauß-Vorlesung der DMV. Er ist Fellow der American Mathematical Society. 2018 war er im Preiskomitee der Fields-Medaille.

## Schriften
- mit Phillip Griffiths: Rational homotopy theory and differential forms, Progress in Mathematics, Bd. 16, Birkhäuser, Boston, 1981. ISBN 3-7643-3041-4
- Herausgeber mit Hyman Bass: The Smith conjecture, Papers presented at the symposium held at Columbia University, New York, 1979, Academic Press 1984
- mit Tomasz Mrowka, Daniel Ruberman: The L2-moduli space and a vanishing theorem for Donaldson polynomial invariants, Monographs in Geometry and Topology, II. International Press, Cambridge, MA, 1994.  ISBN 1-57146-006-3
- The algebraic topology of smooth algebraic varieties, Publications Mathématiques de l’IHÉS, Bd. 48, 1978, S. 137–204.
- mit Robert Friedman: Smooth four-manifolds and complex surfaces, Springer, Ergebnisse der Mathematik und ihrer Grenzgebiete, 1994.  ISBN 3-540-57058-6
- The Seiberg-Witten equations and applications to the topology of smooth four-manifolds, Mathematical Notes, Bd. 44, Princeton University Press 1996.  ISBN 0-691-02597-5
- mit Tian Gang: Ricci Flow and the Poincaré Conjecture, Clay Mathematics Institute, 2007
- Recent Progress on the Poincare conjecture and the classification of 3-manifolds (PDF-Datei; 293 kB), Bulletin AMS, Bd. 42, 2005, Heft 1 (gewann den Conant-Preis)